# 三和村 (愛知県幡豆郡)
三和村（みわむら）は、かつて愛知県幡豆郡にあった村である。
現在の西尾市の東北部に該当し、矢作川南岸、矢作古川東岸の村であった。

## 沿革
- 江戸時代、この地域は西尾藩領、岡崎藩領、福島藩領[2]、旗本領、寺社領などであった。
- 1889年（明治22年）10月1日 -
  - 高河原村、岡島村、和気村、尾花村、江原村、大和田村が合併し、御鍬村となる。
  - 貝吹村、下羽角村、上羽角村、下永良村、上永良村が合併し、吹羽良村となる。
  - 米野村、西浅井村、東浅井村、高落村、新村、小島村が合併し、川崎村となる。
- 1906年（明治39年）5月1日 - 御鍬村、川崎村、吹羽良村が合併し、三和村となる。
- 1955年（昭和30年）4月1日 - 西尾市に編入される。

## 学校
- 三和村立三和小学校（現・西尾市立三和小学校）
- 三和村立三和中学校（1965年に室場中学校と統合。現・西尾市立東部中学校）

## 交通機関
- 名古屋鉄道（旧）西尾線[3]
  - 三江島駅[4]

## 神社・仏閣
- 長円寺
- 源空院
- 了性寺
- 西方寺
- 安楽寺
- 専念寺
- 福浄寺
- 宿縁寺
- 福正寺
- 最明寺

## 史跡
- 小島城址
- 浅井西城址
- 貝吹陣屋址[5]
- 下永良陣屋址[6]